# Kim Yong-ju
Kim Yong-ju (hangul: 김영주; Mangyongdae, 21 de setembro de 1920 - 15 de dezembro de 2021) foi um político norte-coreano e irmão mais novo do fundador da Coreia do Norte, Kim Il-sung. Sob o governo de seu irmão, Kim Yong-ju foi membro do Politburo do Partido dos Trabalhadores da Coreia e ocupou cargos importantes durante toda sua vida, sendo o último o de Vice-Presidente Honorário do Presidium da Assembleia Popular Suprema.

## Biografia
Kim Yong-ju nasceu em 1920, filho de Kim Hyong-jik e Kang Pan-sok, em Mangyongdae, oito anos depois de seu irmão mais velho Kim Il-sung. Quando Yong-ju tinha três anos, sua família mudou-se para o sul da Manchúria.
Em 1945, ele se formou de se formou no departamento de economia da Universidade Estatal de Moscou, onde também teve um profundo interesse por filosofia.
Kim Yong-ju ingressou jovem no Partido dos Trabalhadores da Coreia, sua ascensão nos escalões do partido foi rápida; dos anos 1950 aos 1960 ele ocupou diversos quadros: em 1954, foi líder de quadro, depois vice-diretor em 1957 e por fim, em 1960, diretor do Departamento de Organização e Orientação PTC. Em 1961, ele foi nomeado membro do Comitê Central do PTC no 4º Congresso do Partido. Em 1966, foi promovido a Secretário Organizador do Comitê Central do PTC.
Em 1967, ele propôs os "Dez Princípios para o Estabelecimento de um Sistema Ideológico Monolítico" (cujo primeiro princípio era: "Devemos dar tudo de nós na luta para unificar toda a sociedade com a ideologia revolucionária do grande líder Camarada Kim Il Sung"), que foram publicados apenas em 1974.
Em 1970, quando foi eleito membro Politburo do Partido dos Trabalhadores da Coreia, Kim Yong-ju era amplamente considerado o provável sucessor de Kim Il-sung. Em 1972, foi eleito ao Presidium da Assembleia Popular Suprema e líder do Comitê Central Popular. No entanto, ao mesmo tempo, Kim Il-sung começou a preparar seu Kim Jong-il para sucedê-lo. 
Enquanto o Partido dos Trabalhadores da Coreia defendia a Filosofia Juche, e Kim Jong-il defendia ativamente esse processo, Kim Yong-ju, que havia estudado na União Soviética, apoiava uma visão mais clássica do marxismo. Isso foi uma vantagem para Kim Jong-il: Kim Yong-ju, mais afastado do Juche, foi perdendo apoio popular e seus principais aliados, Kim To-man e Pak Yong-guk haviam deixados seus cargos de diretor de propaganda e diretor de ligação internacional, respectivamente. Em fevereiro de 1974, Comitê Central do PTC rebaixou Kim Yong-ju a vice-premier, cargo que ele ocupou até 1975.
Kim Yong-ju desapareceu completamente dos holofotes até 1993, quando foi chamado de volta a Pyongyang por Kim Il-sung para servir como um dos vice-presidentes do país, cargo que ele ocupou até 1997. Após 1997, em 1998, ele foi nomeado vice-presidente honorário do Presidium da Assembleia Popular Suprema, cargo que ocupou até o fim de sua vida, em 2021.
Em 2012, ele foi premiado com a Ordem de Kim Jong-il.

### Morte
Kim Yong-ju morreu em 15 de Dezembro de 2021, aos 101 anos.